# Ferreolo di Rodez
Ferreolo di Rodez (Narbona, 485 – Rodez, ...) è stato un nobile franco, senatore di origine gallo-romana.

## Biografia
Figlio di Tonanzio Ferreolo, senatore nato a Nîmes, e di sua moglie Industria, lontana parente del politico romano Agricola, Ferreolo nacque a Narbona nel 485. 
Ferreolo riuscì a muoversi abilmente nel contesto del cambio di potere tra i Visigoti e i gli Franchi, sancito dalla battaglia di Vouillé, riuscendo a mantenere la carica di senatore, che ha ereditato dal padre. Grazie alla sua parentale con un nobile locale, Partenio, Ferreolo diventò uno dei principali collaboratori di Teodorico d'Austrasia. Grazie allo stretto rapporto che Ferreolo aveva stretto con Teodorico, la diocesi di Uzès fu affidata al fratello, san Firmino, e rimase gestita dalla loro famiglia per gran parte del VI secolo. Durante questi anni, Ferreolo si traferì a Segodunum (attuale Rodez), comprando diversi terreni.

## Famiglia e discendenza
Nel 520 circa, Ferreolo sposò una donna di nome Dode, che alcuni storici identificano con la figura di santa Dode di Reims, una badessa la cui agiografia, tuttavia, non menziona la presenza di un marito o di figli nella sua vita.
Dall'unione tra Ferreolo e Dode nacquero 5 figli:
- Ansberto, senatore dell'Austrasia;
- Agiulfo, vescovo di Metz dal 590 al 601);
- Babone;
- Deotario, vescovo di Arisitum;
- Tarsicia, suora presso un monastero a Rodez.